# Robotska kirurgija
Robotska kirurgija, računalno-asistirana kirurgija i robotski-asistirana kirurgija su pojmovi za tehnološki razvoj koji koristi robotske sustave za pomoć kod kirurških zahvata.
Robotski asistirana kirurgija je razvijena da prevlada organičenja minimalno invazivne kirurgije i da proširi mogućnosti kirurga u izvođenju otvorene kirurgije. U slučaju robotski asistirane minimalno invazivne kirurgije, umjesto direktnog pokretanja instrumenata, kirurg koristi neki od dva načina upravljanja instrumentima; ili direktno daljinsko rukovanje ili računalno upravljanje. Daljinski rukovatelj omogućuje kirurgu izvođenje kirurških pokreta, dok robotske ruke izvršavaju te pokrete koristeći izvršne elemente za izvođenje stvarnih kirurških akcija na pacijentu. Kod računalno upravljanih sustava kirurg koristi računalo za upravljanje robotskim rukama i izvršnim elementima, iako ti sustavi mogu koristiti i daljinske rukovatelje kao ulazne elemente. Jedna prednost korištenja računalnog načina je da kirurg ne mora biti prisutan, već se kirurg može nalaziti bilo gdje na svijetu, što omogućuje kirurgiju na daljinu.

## Povijest
1985. godine robot PUMA 560 je bio korišten za postavljanje igle za biopsiju mozga koristeći CT navođenje. 1988. godine je PROBOT, razvijen na londonskom sveučilištu "Imperial College London", bio korišten za izvođenje kirurših zahvata prostate. ROBODOC tvrtke Integrated Surgical Systems uveden je 1992. godine za ugradnju preciznih elemenata u bedrenu kost kod zamjene kuka. Daljnji razvoj robotskih sustava nastavili su Intuitive Surgical uvodeći Kirurški sustav da Vinci i Computer Motion s AESOP i Kirurškim robotskim sustavom ZEUS. (Intuitive Surgical je kupio Computer Motion 2003. godine; ZEUS se više aktivno ne prodaje.)
Kirurški sustav da Vinci se sastoji od tri komponenete: kirurške konzole, operacijskih kolica pacijenta s 4 robotske poluge kojima upravlja kirurg (jedna za upravljanje kamerom i tri za upravljanje instrumentima), i 3D vizijski sustav visoke rezolucije. Zglobni kirurški instrumenti su postavljeni na robotske poluge koje su uvedene u tijelo kroz kanile. Originalni robotski kirurški sustav na kojem je utemeljen da Vinci je razvijen u SRI International u Menlo Park-u s velikom podrškom od strane agencija DARPA i NASA. Iako je kirurški robot za kirurgiju na daljinu izvorno bio namijenjen za omogućavanje izvođenja kirurških zahvata na udaljenim ratištima i drugim opasnim okruženjima, na kraju se pokazalo da ima veću uporabnu vrijednost za minimalno invazivnu kirurgiju na licu mjesta. Patenti za prve prototipe su bili prodani tvrtki Intuitive Surgical iz Kalifornije.
Da Vinci osjeća pokrete ruku kirurga i elektronički ih prevodi u skalirane mikro-pokrete specijalnih kirurških instrumenata. Da Vinci također prepoznaje i filtrira podrhtavanja pokreta ruku kirurga, tako da se ne prenose na vrhove instrumenata. Kamera koju koristi sustav daje stvarnu stereo sliku koja se prenosi na kiruršku konzolu. Kirurški sustav da Vinci je odobren od strane Američke agencije za hranu i lijekove (FDA) za različite kirurške zahvate uključujući operacije karcinoma prostate, histerektomije i poporavke mitralnog zaliska, i koristi se u više od 800 bolnica širom svijeta. Da Vinci sustav je korišten u 48,000 kirurških zahvata tijekom 2006. godine. Najnoviji model da Vinci HD Si na tržište je izbačen u travnju 2009. godine. Prvi kirurški zahvat izveden je na The Ohio State University Medical Center u Columbus, Ohio pod vodstvom Dr. Robert E. Michler, profesora i pročelnika na kardio-torakalnoj kirurgiji.
Od uvođenja robotike u medicinu pa sve do danas, roboti koji obavljaju kirurške zahvate ne prestaju da se usavršavaju i pronalaze u drugim poljima a ne samo u medicini. Pod pojmom robotika u kirurgiji, odnose se dvije grane. To su informatika i medicina. U suvremenom dobu, informatika u medicini je veoma zastupljena, gotovo je nemoguće izvesti neki kirurški zahvat bez računala, a što se tiče robota, njih programiraju vrhunski programeri koji moraju biti stručno obučeni za posao koji rade. Pojavom robota Da Vinci svijet medicine se mijenja. To je robot koji ne operira sam, nego njime upravlja stručna osoba u ovom slučaju doktor. Robot se sastoji od mehaničkih ruku na kojima se nalaze razne alatke  za obavljanje pojedinih kirurških zahvata kojima, naravno upravlja doktor. Doktor gleda u monitor na kojem se nalazi neka površina na kojoj on vrši kirurški zahvat. Medicinske sestre, tehničari stoje pored robota i nadziru naredbe koje robot izvršava. Kirurški roboti veoma su skupi, cijena im iznosi oko 2 milijuna američkih dolara. Najčešće operacije robotom su na području laparoskopije. Zabilježeni su i sporadični smrtni događaji tijekom operacija robotima.

### Vremeplov
- 1997. godine je u Clevelandu uspješno izveden zahvat ponovnog povezivanja jajovoda korištenjem ZEUS-a.[4]
- U svibnju 1998. godine Dr. Friedrich-Wilhelm Mohr je, koristeći Kirurški sustav da Vinci, izveo prvu robotski asistiranu premosnicu srca na Leipzig Heart Centre u Njemačkoj.[Čekamo citat od siječnja 2011.]
- 2. rujna 1999 Dr. Randall Wolf i Dr. Robert Michler su izveli prvu robotski asistiranu premosnicu srca u SAD-u na The Ohio State University.[Čekamo citat od siječnja 2011.]
- U listopadu 1999. godine u Kanadi je izveden prvi put na svijetu robotski kirurški zahvat revaskularizacije miokarda (CABG) na kucajućem srcu. Zahvat su izveli Dr. Douglas Boyd i Dr. Reiza Rayman koristeći Kirurški sustav ZEUS.[5]
- 22. studenog 1999. godine u London Health Sciences Centre (London, Ontario) izveden je prvi hibridni zahvat revaskularizacije miokarda na kucajućem srcu i u zatvorenom prsištu. U prvom od dva koraka Dr. Douglas Boyd je koristio Zeus za izvođenje endoskopskog zahvata jednožilne premosnice srca na lijevoj prednjoj silaznoj arteriji 55-godišnjeg muškarca. U drugom koraku zahvata je Dr. William Kostuk, MD, profesor kardiologije na Sveučilištu Western Ontario, izvršio revaskularizaciju angioplastikom druge začepljene koronarne krvne žile. Ovaj zahvat u više koraka označio je jedan od prvih integrirajućih pristupa za liječenje koronarne bolesti.[6]
- 7. rujna 2001. godine Dr. Jacques Marescaux i Dr. Michel Gagner su iz New Yorka, koristeći Kirurški sustav ZEUS, izveli zahvat kolecistektomije na daljinu 68-godišnjoj pacijentici koja je bila u Strasbourg, Francuska.[7] (Pogledajte: the Lindbergh Operation.)
- U svibnju 2006. godine izveden je prvi zahvat robotske kirurgije umjetnom inteligencijom bez asistencije na 34-godišnjem pacijentu za ispravljanje srčane aritmije. Rezultati su ocijenjeni kao bolji od iznad prosječnog kirurga čovjeka. Stroj je imao bazu podataka od 10.000 sličnih zahvata, i tako je, prema riječima dizajnera, bio "više nego kvalificiran za izvođenje zahvata na bilo kojem pacijentu". Dizajneri vjeruju da roboti mogu zamijeniti pola svih kirurga unutar 15 godina.[nedostaje izvor][8][9]
- U veljači 2008. godine Dr. Mohan S. Gundeti s University of Chicago Comer Children's Hospital izveo je prvu robotsku pedijatrijsku rekonstrukciju neurogenog mjehura. Zahvat je izveden na 10-godišnjoj djevojčici.[10]
- U siječnju 2009. godine Dr. Todd Tillmanns je objavio rezultate najveće multiinstitucionalne studije o korištenju kirurškog sustava da Vinci u ginekološkoj onkologiji i pripadnoj krivulji učenja za postojeće i nove korisnike kao metodu za procjenu njihovog stjecanja vještina za korištenje uređaja.[nedostaje izvor][Čekamo citat od siječnja 2011.]
- U siječnju 2009. godine izvedena je na Saint Barnabas Medical Center u Livingston, New Jersey prva potpuno robotski asistirana transplantacija bubrega od strane Dr. Stuart Geffner. Isti tim je izveo još osam potpuno robotski asistiranih transplantacija bubrega tijekom sljedećih šest mjeseci.[11]
- U rujnu 2010. godine sa Sveučilišta za tehnologiju Eindhoven objavili su da razvijaju kirurški sustav Sofie, prvi kirurški robot koji će imati implementiranu sposobnost povratne sile.[12]
- U rujnu 2010. godine tim pod vodstvom Boruta Geršaka izveo je prvi robotski zahvat na bedrenom krvožilnom sustavu. Zahvat je izveden na Sveučilišnom medicinskom centru Ljubljana. Korišten je prvi pravi robot, što znači da nije samo replicirao pokrete ljudskih ruku, već je bio upravljan pritiscima na gumbe.[13][14] (Pogledajte odjeljak vaskularna kirurgija u ovom članku.)

## Prednosti i nedostatci
Glavni doprinosi kirurških robota su kirurgija na daljinu, minimalno invazivna kirurgija i automatska kirurgija bez čovjeka. Neke od najvažnijih prednosti robotske kirurgije su preciznost, minijaturizacija, manje incizije, manji gubitak krvi, manje boli, i brži oporavak. Daljnje prednosti su pokretljivost bolja od čovjekove ruke, trodimenzionalno uvećanje, koje rezultira poboljšanom ergonomijom. Robotska kirurgija pridonosi kraćem boravku pacijenata u bolnici, manjem gubitku krvi, manjem broju transfuzija, i manje korištenja lijekova za ublažavanje boli.

### Vaskularna kirurgija
U rujnu 2010. godine izveden je prvi robotski zahvat na bedrenom krvožilnom sustavu na Sveučilišnom medicinskom centru Ljubljana (UMC Ljubljana), Slovenija. Istraživanje je vodio Borut Geršak, voditelj odjela za kadiovaskularnu kirurgiju u centru. Geršak je objasnio da je korišteni robot bio prvi pravi robot u povijesti robotske kirurgije, što znači da korisničko sučelje nije poput kirurških instrumenata i robot nije samo imitirao pokrete ljudskih ruku, već je bio upravljan pritiscima na gumbe, slično kao u videoigrama. Robot je bio uvezen u Sloveniju iz SAD-a.

## Vanjske poveznice
- www.intuitivesurgical.com/